# Hala Kultury w Łomży
Hala Kultury w Łomży – dawniej znana jako Hala Targowa. Zbudowana w 1929 roku w Łomży, mieszcząca się na Starym Rynku.

## Lokalizacja
Budynek zlokalizowany w północnej części Rynku. Przylegający do ulicy Rządowej od północy, do Giełczyńskiej od wschodu.

## Architektura
Budynek wolnostojący, murowany z cegły, tynkowany, posadowiony na fundamencie kamiennym. Częściowo podpiwniczony, dwukondygnacyjny z wyższą halą główną. Budynek na planie wydłużonego prostokąta z dwoma rzędami słupów wewnątrz, dzielących wnętrze na trzy trakty. Hala główna otoczona z dwóch stron (północnej i południowej) rzędem prostokątnych pomieszczeń. Więźba dachowa drewniana o konstrukcji płatwiowo-krokwiowej. Dach dwuspadowy kryty blachą ocynkowaną.

## Historia
Ze względu na konieczność uregulowania handlu prowadzonego przy Starym Rynku, jak też ze względów sanitarno-higienicznych, w 1927 r. miasto podjęło budowę hal targowych na Starym Rynku. Autorem projektu był ówczesny łomżyński architekt powiatowy inż. arch. Zdzisław Świątkowski. Hale przekazano do użytku w sposób uroczysty 23 czerwca 1929 r. przy okazji obchodów dziesięciolecia istnienia powiatów łomżyńskiego i miejskiego.
W czasie działań wojennych podczas II wojny światowej Hala Targowa uległa częściowemu zniszczeniu. W latach 1949–1950 Zarząd Miejski dokonał odbudowy Hali.
Hala Targowa funkcjonuje po dziś. Wnętrze budynku zostało zabudowane pawilonami handlowo-usługowymi. Obecnie mocno zaniedbana, jej remont i rewitalizacja znajduje się w planach miasta na najbliższe lata. Przetarg na opracowanie dokumentacji projektowej na przebudowę i rewitalizację Hali Targowej wygrała w 2012 roku firma Atelier Zetta z Białegostoku. Władze Łomży planują, by budynek, po całkowitym remoncie, przestał pełnić funkcję handlową i stał się centrum kultury. Miejsce znalazłyby tu też usługi gastronomiczne i punkt informacji turystycznej.
Od 10 kwietnia do 18 czerwca 2014 trwały konsultacje społeczne dotyczące funkcjonalnego zagospodarowania Hali Targowej. Raport z konsultacji pozwoli na opracowanie i wybór wariantów najbardziej oczekiwanych przez mieszkańców Łomży.
W 2017 roku Minister Kultury i Dziedzictwa Narodowego prof. Piotr Gliński podpisał decyzję o dofinansowaniu remontu i rewitalizacji Hali Targowej zgłoszonej do IV naboru wniosków (dla regionów słabiej rozwiniętych) w ramach VIII osi priorytetowej Ochrona dziedzictwa kulturowego i rozwój zasobów kultury Programu Operacyjnego Infrastruktura i Środowisko na lata 2014–2020. Szacowana wartość inwestycji wynosi 14.483.440,30 zł, zaś otrzymane wsparcie sięga 9.876.097,27 zł. Jej realizacja planowana jest w latach 2018–2019. W kwietniu 2017 roku przystąpiono do gruntownej przebudowy obiektu, co wiązało się ze zmianą jego pierwotnego przeznaczenia z obiektu usługowo-handlowego na obiekt związany z działalnością kulturalną. Prace budowlane trwały do sierpnia 2021 roku. Po zakończeniu prac budowlanych budynek oficjalnie zmienił swoją nazwę i jest obecnie znany jako Hala Kultury.
Hala targowa nie jest wpisana do Rejestru zabytków. Znajduje się jednak w strefie ścisłej ochrony konserwatorskiej – przedmiotem ochrony budynku jest jego wygląd zewnętrzny, bryła i forma elewacji, detale architektoniczne oraz inne elementy decydujące o zachowaniu historycznego charakteru.